# Verville Sport Trainer AT
El Verville Sport Trainer AT fue un biplano biplaza en tándem, diseñado por Alfred V. Verville como versión civil del entrenador primario YPT-10, destinado a atraer a propietarios adinerados.
La White Aircraft Company compró los derechos del diseño del AT en 1939.

## Diseño y desarrollo

### Versión civil

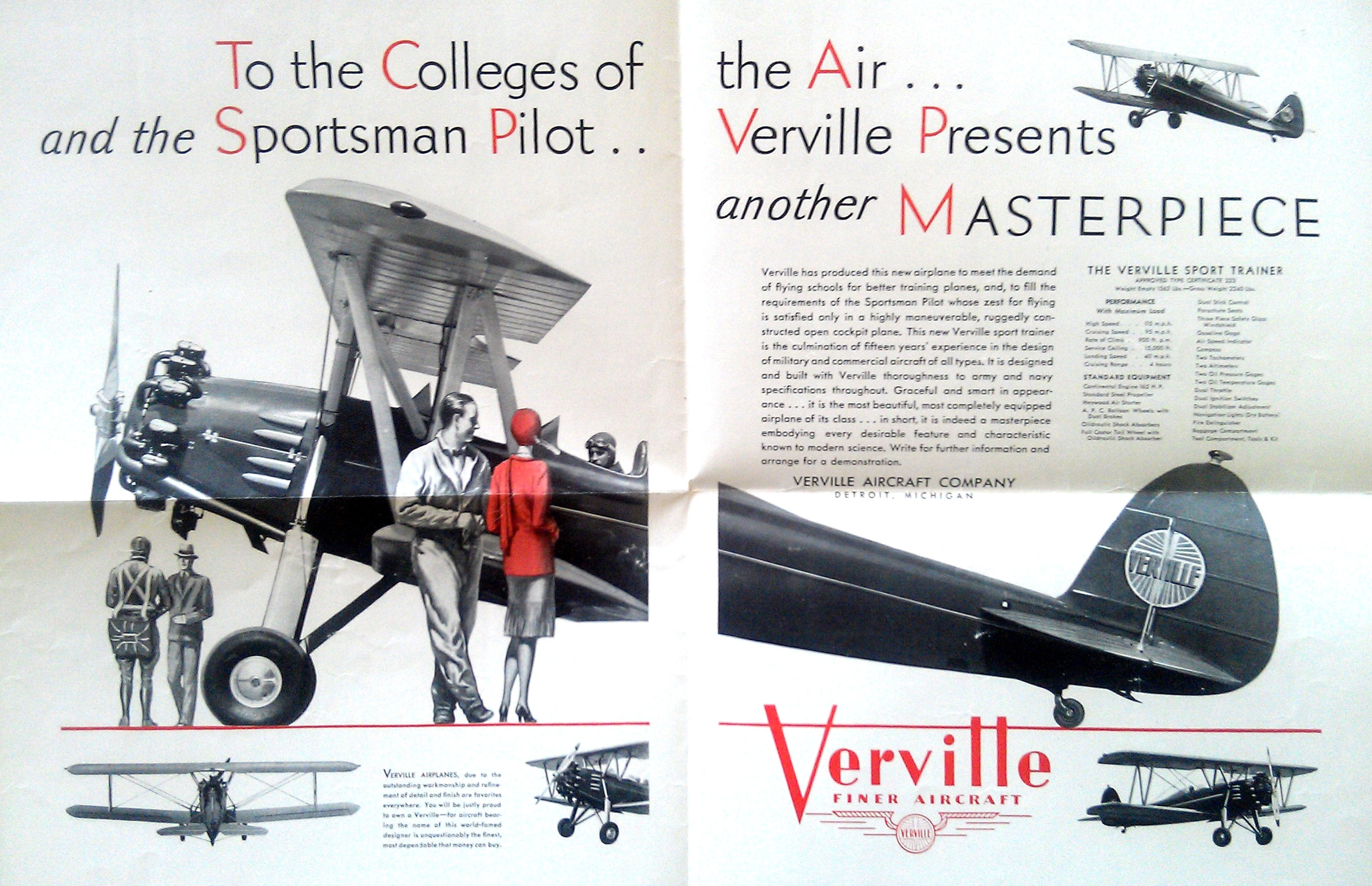
Anuncio del Verville Sport Trainer AT.

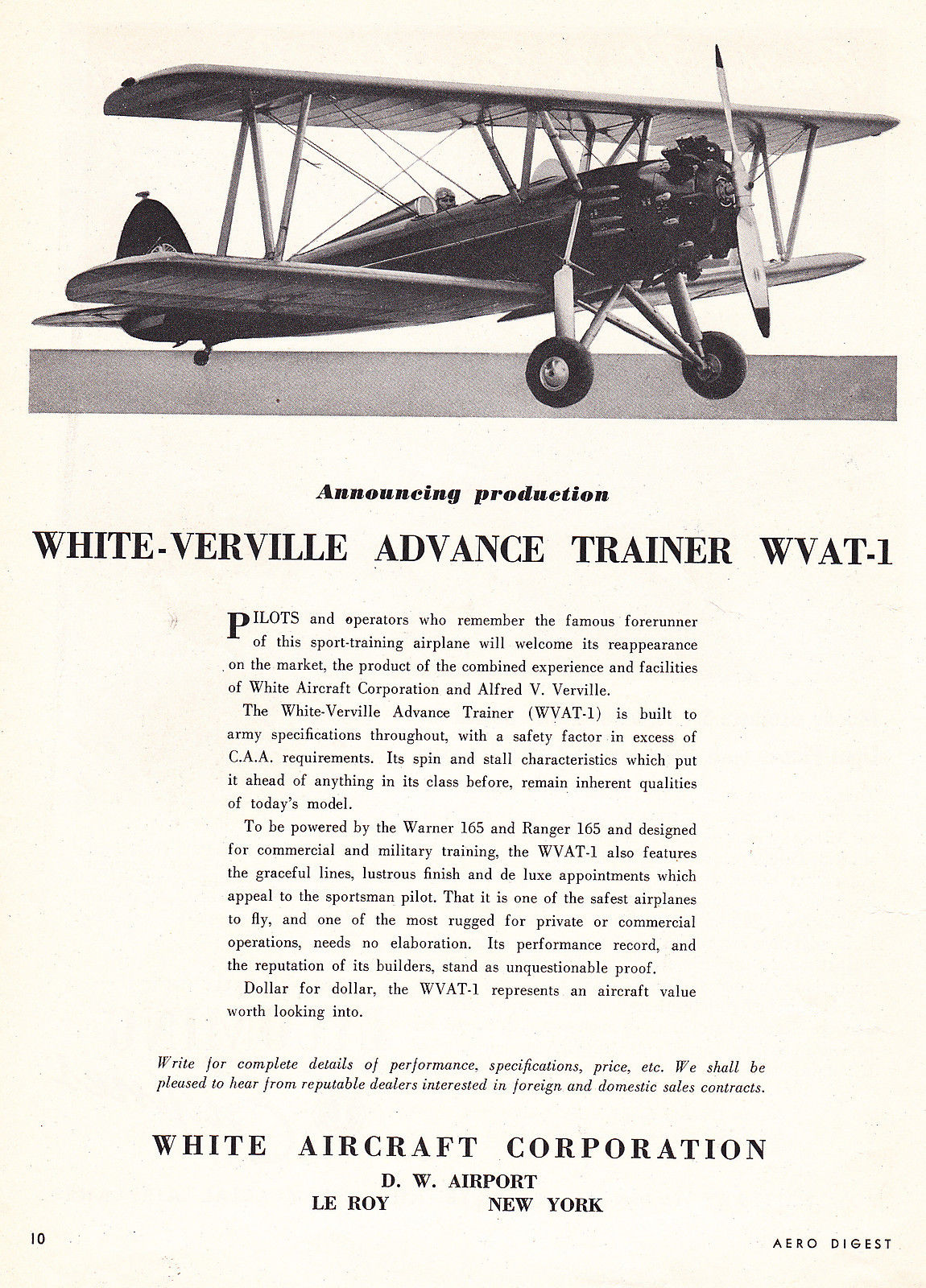
Anuncio del White-Verville Advanced Trainer (WVAT-1) de 1939, justo después de que White comprase los derechos del diseño.

El Sportsman, como también fue conocido, ofrecía unas excelentes características de vuelo y buena estabilidad, en parte debido al diseño del ala inferior. Con asientos de cuero, batería con motor de arranque y luces de navegación, el Sport Trainer se vendía por 5250 dólares estadounidenses. Se fabricaron 11 ejemplares. El propietario del aparato número de serie uno fue Eugene Francis May.
Un AT fue construido para realizar pruebas del NACA en 1930, y fue designado AT-4. Tenía un tren de aterrizaje ancho modificado con provisión para flotadores, que pueden o no haber sido usados. Los colores eran un fuselaje azul, alas plateadas, raya amarilla. El equipamiento especial incluía: accesorios para flotadores EDO con soportes estructurales, puntales interplanarios de acero. El 31 de enero de 1931, el piloto de pruebas Lou Meister se lanzó de este avión después de entrar en una barrena irrecuperable. Murió al no desplegarse totalmente su paracaídas tras al lanzamiento.
Un AT fue modificado en 1931 por la Lycoming Manufacturing Company de Williamsport (Pensilvania). Fue designado LT Sportsman. Estaba equipado con un motor Lycoming R-680 de 210 hp.
Kenneth Parker, hijo de George Safford Parker, fundador de la Parker Pen Company, fue propietario de un AT.

### Versión militar (entrenador)
El Cuerpo Aéreo del Ejército de los Estados Unidos (USAAC) compró 4 YPT-10 y los probó con cinco versiones diferentes de motor, resultando en las designaciones YPT-10 a YPT-10D. Tenía un motor de 165 hp y alcanzaba una velocidad de 193 km/h, que no era más rápido que otros aviones de la época, pero era más que adecuado para los propósitos de entrenamiento de vuelo del Ejército.

## Variantes
AT Sportsman
Biplano deportivo, 11 construidos.
AT-4 Sportsman
Versión del AT para el NACA, uno construido.
LT Sportsman
Versión del AT con motor Lycoming R-680 de 210 hp, uno construido.
YPT-10
Designación dada por el USAAC a una versión de entrenamiento del AT, cuatro construidos.

## Operadores
Estados Unidos
- Cuerpo Aéreo del Ejército de los Estados Unidos

## Especificaciones (AT)

### Características generales
- Tripulación: Uno (piloto)
- Capacidad: Un pasajero
- Longitud: 7,4 m (24,3 ft)
- Envergadura: 9,5 m (31 ft)
- Altura: 2,7 m (8,9 ft)
- Peso vacío: 708,5 kg (1561,6 lb)
- Peso cargado: 1017,4 kg (2242,4 lb)
- Planta motriz: 1× motor radial de siete cilindros refrigerado por aire Continental A-70.
  - Potencia: 127 kW (175 HP; 173 CV)

### Rendimiento
- Velocidad máxima operativa (Vno): 185 km/h (115 MPH; 100 kt)
- Alcance: 3,5 h

## Aeronaves relacionadas

### Secuencias de designación
- Secuencia PT-_ (Entrenadores Primarios del USAAC/USAAF, 1925-1948): ← PT-7 - PT-8 - PT-9 - PT-10 - PT-11 - PT-12 - PT-13 →